# Gerhard 6. af Holsten
Grev Gerhard 6. af Holsten (født tidligere end 1367, faldet i Süder-Hamme i Ditmarsken 4.-5. august 1404, begravet i Itzehoe) var greve af Holsten-Rendsburg omkring 1382-1404 og dansk hertug af Slesvig som Gerhard II 1386-1404. Han var søn af grev Henrik 2. af Holsten (død 1381/1389) og Ingeborg af Mecklenburg (omkring 1340-1395).

## Liv og gerning
Greve Gerhard fik i Nyborg 1386 i arvelig forlening det danske hertugdømme Sønderjylland, eller, som det fra den tid blev kaldt, Slesvig.
Ved faderens død efterfulgte Gerhard denne sammen med sine yngre brødre Albrekt og Henrik samt farbroderen Nikolaus (Claus) som greve af Holsten-Rendsburg og herre i det erobrede hertugdømme Sønderjylland. Dronning Margrethe 1. gjorde dog kronens ret over hertugdømmet gældende, og greverne anerkendte kongens overhøjhed. Det besluttedes, at hertugdømmet ikke skulle deles, det skulle gives som len til Gerhards slægt og have en mandlig regent, og regenten skulle bistå kongen i krig. Den 15. august 1386 modtog Gerhard i Nyborg forleningen, på dagen 60 år efter farfaderens forlening.
Greverne viste sig i de følgende år at være mindre interesserede i at opfylde de påtagne forpligtelser. Dronning Margrethe mødte efter kong Olofs død nye vanskeligheder. Samtidig med, at hun blev draget ind i planerne om en forening af de nordiske riger, sikrede hun freden i syd ved i 1392 at slutte en aftale om gensidig hjælp med hertug Gerhard og greverne, en aftale hvor lenspligten blev udeladt. Da Erik af Pommern blev hyldet som konge i 1396, nægtede Gerhard ved mødet i Assens at genoptage sit lensløfte fra Nyborg; han tilbød at tjene kongen mod betaling.
I 1397 døde farbroderen Claus, og Gerhard delte den holstenske arv med sine to brødre, hvilket udvidedes med Kiel-grenen. Gerhard fik Plön med det østlige Holsten og Femern samt Hanerau ved Ditmarsken. Hans brødre krævede også en deling af Sønderjylland, da de anså dette at være erhvervet snarere end forlenet, men Gerhard modsatte sig indtil videre en sådan deling. Det besluttedes, at spørgsmålet skulle afgøres ni år senere, men det viste sig, at hertug Gerhard ikke skulle leve så længe.
Da broderen Albrecht fandt sin død i Ditmarsken i 1403, besluttede Gerhard sig for at underlægge sig dette land. Den følgende sommer trængte han ind over grænsen med en stor hær. I Süder-Hamme, hvor fjenden havde forskanset sig, vovede han sig alt for langt frem. Gerhard faldt her den 4. august 1404 sammen med blomsten af den holstenske adel.

## Ægteskab og børn
Gerhard giftede sig i 1391 med Katharina Elisabeth af Braunschweig-Lüneburg (død 1417/1422). Parret fik følgende børn:
1. Ingeborg af Holsten (1396-1465), abbedisse i Vadstena kloster
2. Henrik 4. af Holsten (1397-1427),
3. Hedvig af Holsten (1398-1436), gift 1. med fyrst Balthasar af Mecklenburg-Werle (død 1421), gift 2. med greve Didrik den lykkelige af Oldenburg (død 1440)
4. Adolf 8. af Holsten (1401-1459), greve af Holsten og hertug af Slesvig
5. Gerhard 7. af Holsten (1404-1433), greve af Holsten og hertug af Slesvig